# مایکل پاتریک کینگ
مایکل پاتریک کینگ (انگلیسی: Michael Patrick King؛ زادهٔ ۱۴ اوت ۱۹۵۴) یک فیلم‌نامه‌نویس اهل ایالات متحده آمریکا است. وی از سال ۱۹۸۹ میلادی تاکنون مشغول فعالیت بوده‌است.